# Alfatar
Alfatar (în bulgară Алфатар) este un oraș  în Obștina Alfatar, Regiunea Silistra, Dobrogea de Sud, Bulgaria.
Între anii 1913-1940 a făcut parte din plasa Curtbunar a județului Durostor, România. Lângă localitate a mai existat o așezare (azi dispărută) numită Regele Mihai I în timpul administrației românești cu populație majoritar românească, formând o enclavă românească într-o zonă cu populație majoritară de etnie bulgară.

## Demografie
Componența etnică a orașului Alfatar
     Bulgari (97,18%)
     Nicio identificare (2,51%)
     Altele (0,3%)
La recensământul din 2011, populația orașului Alfatar era de 1.633 locuitori. Din punct de vedere etnic, majoritatea locuitorilor (97,18%) erau bulgari. Pentru 2,51% din locuitori nu este cunoscută apartenența etnică.